# Zhang Linpeng
Zhang Linpeng (Jinan, 9 mei 1989) is een Chinees voetballer die bij voorkeur als verdediger speelt. Hij tekende in 2010 bij Guangzhou Evergrande. In 2009 debuteerde hij voor China.

## Clubcarrière
Zhang werd opgeleid in de Genboa voetbalacademie en kwam in 2006 bij Shanghai SIPG terecht. In 2007 promoveerde hij met deze club naar het op een na hoogste niveau in China. In 2009 eindigde de club vierde en miste het op een haar na de promotie. In november 2010 werd de verdediger voor 1,3 miljoen euro verkocht aan Guangzhou Evergrande. Op 2 april 2011 debuteerde hij in de Super League tegen Dalian Shide. Zijn eerste competitietreffer maakte Zhang op 2 november 2011 tegen Chengdu Blades. In 2011, 2012, 2013 en 2014 werd hij landskampioen met de club. In 2013 en 2015 won hij de AFC Champions League met Guangzhou Evergrande.

## Interlandcarrière
Op 30 december 2009 debuteerde Zhang voor China in een vriendschappelijke interland tegen Jordanië. Hij was meteen trefzeker in zijn eerste interland. Nadien werd hij opgenomen in de selectie voor het Oost-Aziatisch kampioenschap voetbal 2010, dat door China gewonnen werd. Hij was een basisspeler op het Aziatisch kampioenschap voetbal 2011 in Qatar.